# Minister voor Primair en Voortgezet Onderwijs

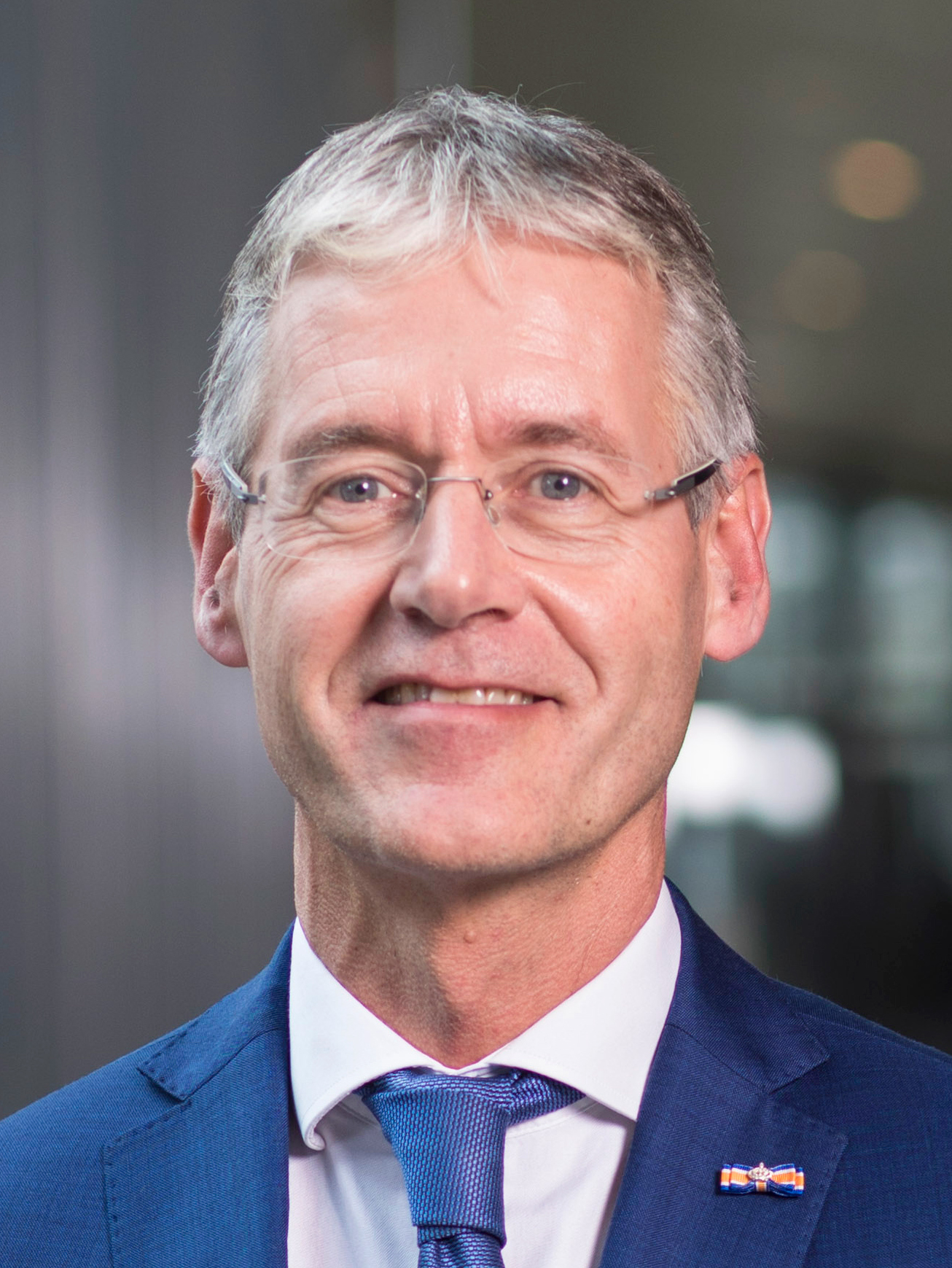
Arie Slob; de eerste minister voor Basis- en Voortgezet Onderwijs en Media in Rutte III

De minister voor Primair en Voortgezet Onderwijs, van 2017 tot 2022 minister voor Basis- en Voortgezet Onderwijs en Media, was een Nederlandse minister zonder portefeuille die bestond van 2017 tot 2024.
In 2017 werd de ministerspost ingesteld bij het kabinet-Rutte III. In het eindverslag van de formateur werd de nieuwe ministerspost voor het eerst officieel genoemd. De post viel onder het ministerie van Onderwijs, Cultuur en Wetenschap. De minister voor deze post was Arie Slob (ChristenUnie). Hij ging onder andere over het primair, voortgezet en speciaal onderwijs, het lerarenregister en media.

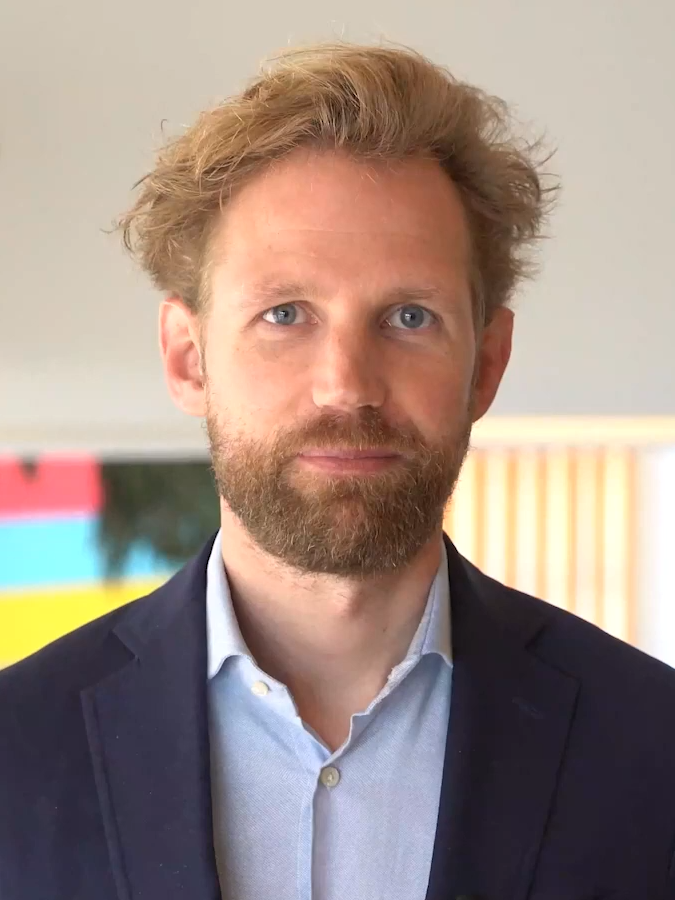
Dennis Wiersma; de minister voor Primair- en Voortgezet Onderwijs in Rutte IV

Het kabinet-Rutte IV kreeg naast deze minister zonder portefeuille ook een staatssecretaris Cultuur en Media. De ministerspost werd daarom hernoemd naar minister voor Primair en Voortgezet Onderwijs. Deze positie werd tot zijn opstappen op 22 juni 2023 bezet door Dennis Wiersma (VVD). Van 21 juli 2023 tot 2 juli 2024 was Mariëlle Paul (VVD) minister voor Primair en Voortgezet Onderwijs. Op die datum werd de ministerspost vervangen door een staatssecretaris, waardoor Paul staatssecretaris werd.